# مخالب في أعلاف الحيوانات

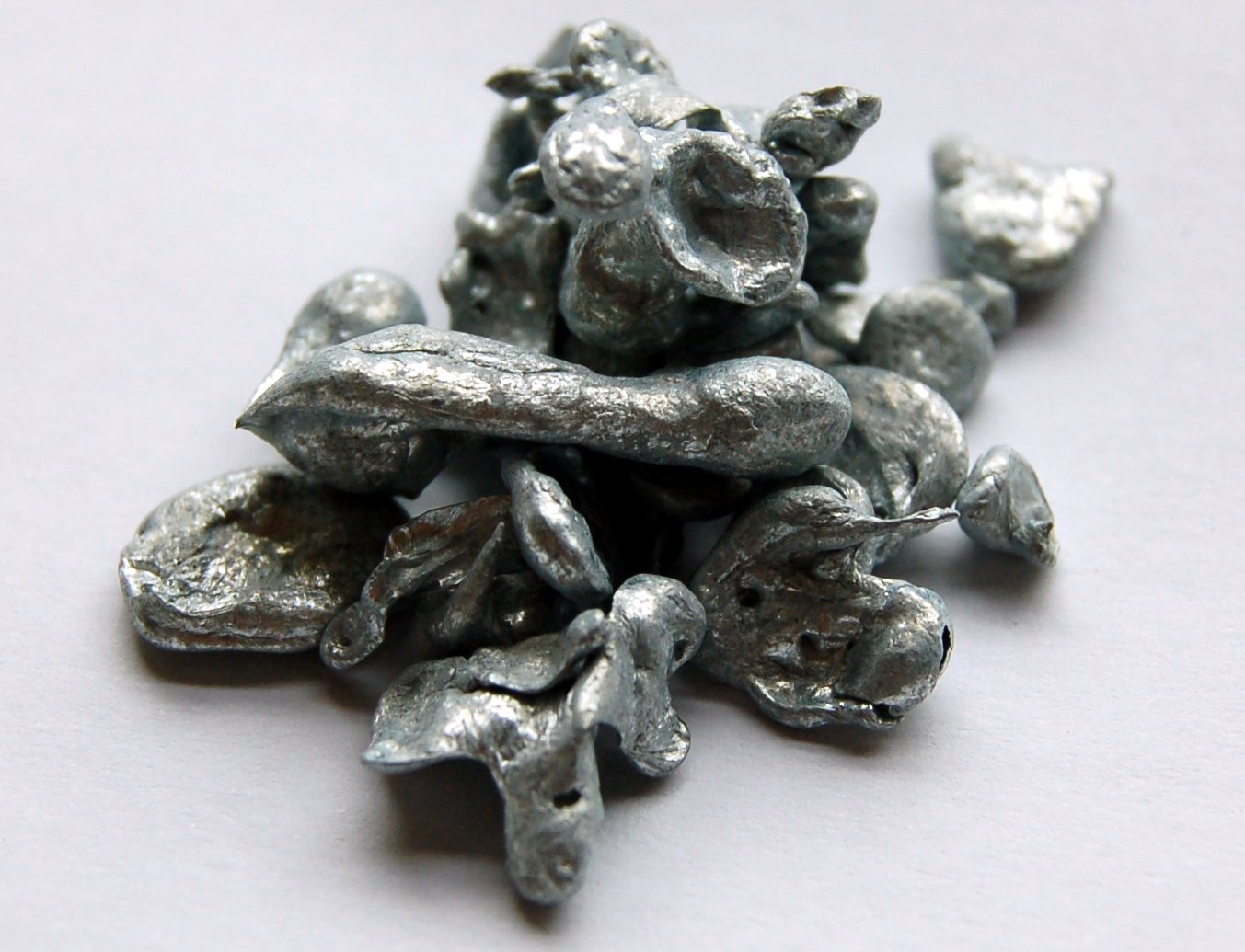
عيّنة خارصين

المَواد المِخْلَبية في أعلاف الحيوان هي مكونات عضوية بها المواد الضَرورية للحيوانِ مثل النحاس، والحديد، والمنجنيز، والخارصين.
تَمْتص الحيوانات المواد المِخْلَبية، وتَهْضِمها وتَسْتَخدمها أفضل مِن المَواد الغير عضوية. وهذا يعني أَن تَركيزاتها أقل فيمكن اسْتِخدامها في تغذية الحَيوان. بالإضافةِ إلي أن الحيوانات التي تتغذى على المصادرِ المِخْلَبية الغَنية بهذه المَواد الضرورية تُفرز كِميات أقل مِن الفضلات وذلك يُنتج تلوث بيئي أقل. كما أَن المَواد المِخْلَبية تُقدم فوائد صحية للحيوان والرعاية في تغذيته.

## تاريخ موجز للمواد المِخْلَبية
منذ الخمسينات، أُضيف إلي طعام الحيوان معادن أساسية مثل النحاس(Cu)، والحديد(Fe)، واليود(I)، والمنجنيز(Mn)، والموليبدينوم (Mo)، والسيلينيوم (Se)، والزنك (Zn). في البداية، كانت هذه المُكملات عن طريق الأملاح غير العضوية مِن العناصر الضرورية الأساسية. منذ الستينات وما بعدها، أدت التَحسينات الوِراثية للمَاشية الزِراعية إلى زيادةِ الاحْتياجات الغِذائية لهذه العناصر الغذائية. تطورت المُخَلِّبات في الثمانينات والتسعينات. أُثبت أن المُخَلِّبات أفضل بكثيرٍ من المواد الغير عضوية لسد متطلبات التغذية في حيوانات المزارع الحديثة.

## دَور ومَصادر المَعادن
الهدف مِن المُكملات مع هذه المَعادن هو تَجَنب تَنوع أمراض سوء التغذية. تقوم المعادن بالوظائف الرئيسية فيما يتعلق بالعديدِ من العمليات الأيضية، وعلى الأخص كمحفزات للإنزيمات والهرمونات، وهي أساسية لصحة، نمو وإنتاجية مثالية. فعلى سبيل المثال، تُساعد المَعادن المُكملة علي ضمانِ النمو الجيد ونمو العظام، ريش الطيور، الحوافر، الجلد وجودة نوع الشعر في الثديات، وظائف وبنية الإنزيمات والشهية. يُؤثر نقص المعادن على العديدِ من العمليات الأيضية وبالتالي قد يَتّضح ذلك من خلال أعراض مُختلفة، مِثل ضعف النمو والشهية، وفشل التكاثر، وضعف الإستجابات المَناعية،وسوء الصِحة بشكلٍ عامٍ. مِن الخمسينيات إلى التسعينيات، كانت مُعظم المُكملات في النظام الغذائي للحيوان على شكل مواد غير عضوية، وهذه الأمراض التي تم إستئصالها إلى حدٍ كبيرٍ في حيوانات المزرعة.
يوضح دور أمراض التكاثر والخصوبة في الماشية التي تُنْتِج الألبان أَنه يتم الاحتِفاظ بالتكويناتِ العضويةِ لعنصرِ الخارصين أفضل مِن المصادر الغير عضوية وذلك ربما يزوّد فائدة أكبر في الوقاية من الأمراض، بالأخصِ أمراض التهاب الضرع والعرج.

### مصادر المعادن الأساسية

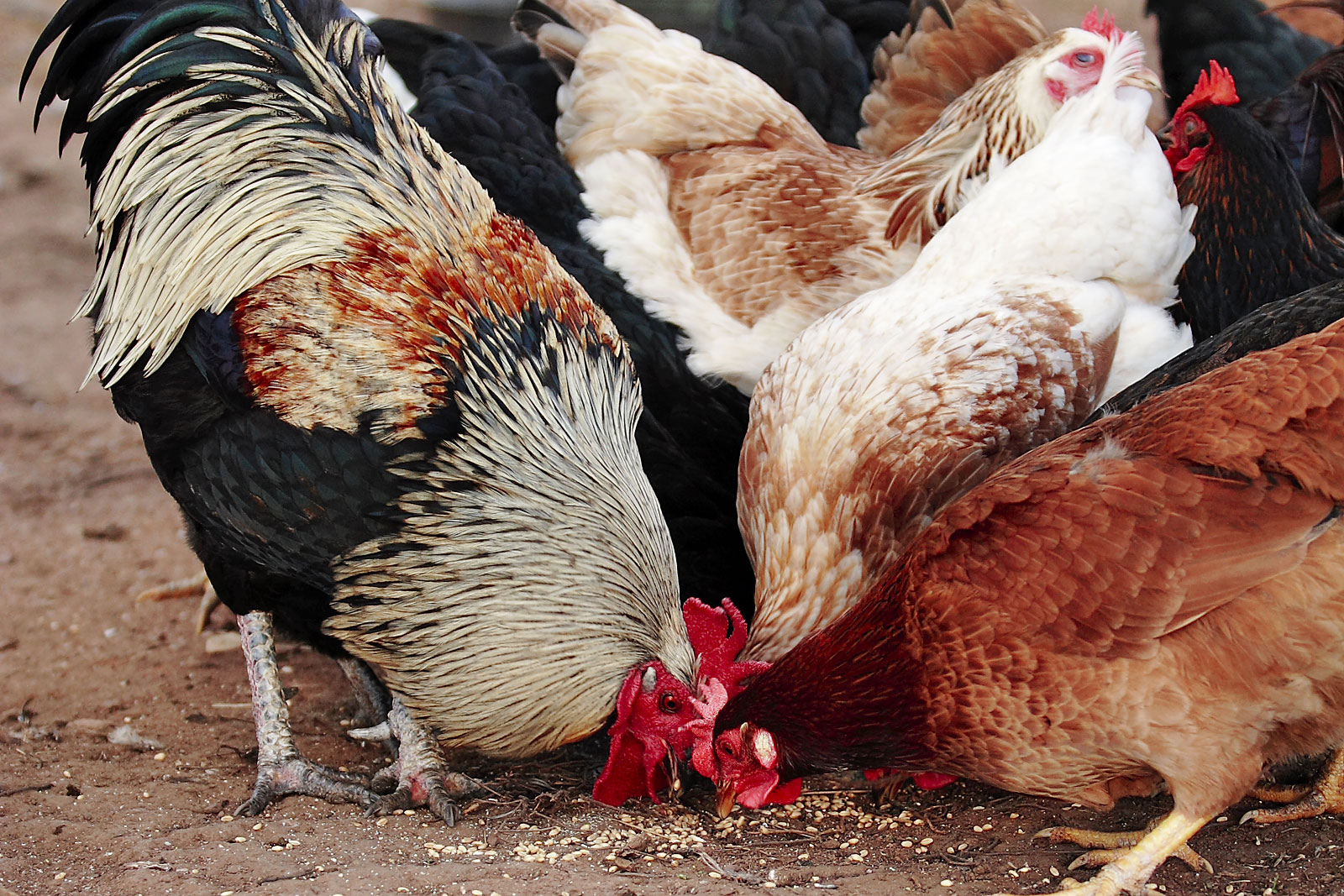
الدواجن والتغذية